# Gebeardo di Lotaringia
Gebeardo di Lahngau o di Lotaringia in olandese Gebhard (hertog van Lotharingen), in francese Gebhard de Lotharingie, in tedesco Gebhard (Lothringen) (860/8 – Augusta, 22 giugno 910) fu conte di Rheingau dal 897 al 906, e poi duca di Lotaringia dal 903, e conte di Wetterau dal 909 fino alla sua morte.

## Origine
Pur non essendovi alcuna fonte primaria che lo documenti (viene però citato nel Reginonis Chronicon, assieme ai fratelli, Eberardo e Rodolfo) era figlio di Udo di Neustria, il capostipite della stirpe dei Corradiani, che prese il nome da suo figlio, Corrado il Vecchio e della moglie, che, secondo alcuni storici, tra cui il medievalista, Donald C. Jackman, era Giuditta, la figlia del conte di Linz- und Argengau, Corrado, futuro conte di Parigi e di Adelaide d'Alsazia. Secondo altri Udo ebbe più di una moglie.
Udo di Neustria era un nobile carolingio discendente da una famiglia installata nella zona orientale del regno dei Franchi. Suo padre era il conte di Lahngau, Gerardo († prima dell'879), mentre sua madre era sorella di Ernesto, conte nel Nordgau, Alsazia, capostipite dei duchi di Baviera.

## Biografia
Gebeardo era membro di una delle stirpi più potenti tra i Franchi, durante il regno dell'Imperatore Arnolfo e di suo figlio, re dei Franchi Orientali, Ludovico IV il Fanciullo; suo nipote, Corrado, figlio di suo fratello, Corrado il Vecchio, alla morte di Ludovico il Fanciullo, nel 911, fu eletto re dei Franchi Orientali.
Gebeardo fu conte di Rheingau dal 897 al 906.
Dopo la morte dell'Imperatore Arnolfo, avvenuta, secondo il Reginonis Chronicon nell'899, Ludovico IV il Fanciullo, figlio legittimo di Arnolfo, succedette al padre come re dei Franchi Orientali e nello stesso tempo fu eletto re di Loraringia, spodestando il fratellastro, Sventibaldo, che venne ucciso dai ribelli in battaglia nell'agosto del 900.
Il Reginonis Chronicon cita Gebeardo assieme ai fratelli, Eberardo e Rodolfo, nel 902, in occasione della faida sostenuta contro gli esponenti della stirpe dei Popponidi/Babenberg, Adalberto, Adalardo e Enrico (figli di Enrico di Franconia); nel conflitto trovarono la morte, sia suo fratello Eberardo che Enrico dii Babenberg, mentre Adalardo, che era stato fatto prigioniero fu fatto decapitare per ordine dello stesso Gebeardo.
Il rapporto con Ludovico fu buono: lo nominò suo rappresentante in Lorena e poi duca di Lotaringia, come si può vedere nel documento nº 20 del Ludwik das kind diplomata, datato giugno 903, in cui Ludovico cita Gebeardo come un suo collaboratore fedele e duca del regno (Kebehart dux regni quod a multis Hlotharii dicitur).
Viene citato ancora nel documento nº 35 del Ludwik das kind diplomata, datato agosto 904.
Ancora il Reginonis Chronicon cita Gebeardo che, assieme al fratello, Corrado il Vecchio, all'inizio del 906, riprese la lotta contro Adalberto di Babenberg; nel conflitto, pur vittorioso, trovò la morte suo fratello Corrado.
In quello stesso anno, nel mese di settembre, col documento nº 48 del Ludwik das kind diplomata, re Ludovico lo conferma conte di Wormsgau.
Gebeardo viene citato ancora in due documenti del Ludwik das kind diplomata: il nº 53, datato marzo 907, ed il nº 70, datato dicembre 909, in cui re Ludovico lo conferma conte di Wetterau.
Secondo il Continuator Reginonis Trevirensis Gebeardo morì nel 910, in Baviera, nei pressi di Augusta, combattendo contro gli Ungari nella battaglia di Rednitz, arrestandone l'avanzata.
Dopo la sua morte, come duca di Lotaringia gli succedette Reginardo.

## Matrimonio e discendenza
Si sposò con Ida, di casata non pervenutaci, ma che, secondo alcuni storici, tra cui il medievalista, Donald C. Jackman, era la sorella di Ermanno, arcivescovo di Colonia, discendente dai conti di Grabfeld.
Gebeardo dalla moglie ebbe due figli:
- Udo[15] († 949), conte di Wetterau, Rheingau e Lahngau. Ebbe come figli Corrado I di Svevia e Giuditta di Wetterau, la quale sposò Enrico I di Stade;
- Ermanno[15] († 948), duca di Svevia.

## Ascendenza
|                        |   |                        | Genitori             |  |  | Nonni |  |  | Bisnonni         |  |  | Trisnonni         |  |
|                        |   |                        |                      |  |  |       |  |  | Oddone d'Orléans |  |  | Adriano d'Orléans |  |
|                        |   |                        |                      |  |  |       |  |  | Oddone d'Orléans |  |  | Adriano d'Orléans |  |
|                        |   | Waldrada               |                      |  |  |       |  |  | Oddone d'Orléans |  |  |                   |  |
| Gebardo di Lahngau     |   |                        |                      |  |  |       |  |  | Oddone d'Orléans |  |  |                   |  |
|                        |   | Engeltrude di Fézensac | Leotardo I di Parigi |  |  |       |  |  |                  |  |  |                   |  |
|                        |   | Engeltrude di Fézensac | Leotardo I di Parigi |  |  |       |  |  |                  |  |  |                   |  |
|                        |   | Engeltrude di Fézensac | Grimilde             |  |  |       |  |  |                  |  |  |                   |  |
| Udo di Neustria        |   | Engeltrude di Fézensac |                      |  |  |       |  |  |                  |  |  |                   |  |
|                        |   | …                      | …                    |  |  |       |  |  |                  |  |  |                   |  |
|                        |   | …                      | …                    |  |  |       |  |  |                  |  |  |                   |  |
|                        |   | …                      | …                    |  |  |       |  |  |                  |  |  |                   |  |
| …                      |   | …                      |                      |  |  |       |  |  |                  |  |  |                   |  |
|                        |   | …                      | …                    |  |  |       |  |  |                  |  |  |                   |  |
|                        |   | …                      | …                    |  |  |       |  |  |                  |  |  |                   |  |
|                        |   | …                      | …                    |  |  |       |  |  |                  |  |  |                   |  |
| Gebeardo di Lotaringia |   | …                      |                      |  |  |       |  |  |                  |  |  |                   |  |
|                        | … | …                      |                      |  |  |       |  |  |                  |  |  |                   |  |
|                        | … | …                      |                      |  |  |       |  |  |                  |  |  |                   |  |
|                        | … | …                      |                      |  |  |       |  |  |                  |  |  |                   |  |
| …                      | … |                        |                      |  |  |       |  |  |                  |  |  |                   |  |
|                        |   | …                      | …                    |  |  |       |  |  |                  |  |  |                   |  |
|                        |   | …                      | …                    |  |  |       |  |  |                  |  |  |                   |  |
|                        |   | …                      | …                    |  |  |       |  |  |                  |  |  |                   |  |
| …                      |   | …                      |                      |  |  |       |  |  |                  |  |  |                   |  |
|                        |   | …                      | …                    |  |  |       |  |  |                  |  |  |                   |  |
|                        |   | …                      | …                    |  |  |       |  |  |                  |  |  |                   |  |
|                        |   | …                      | …                    |  |  |       |  |  |                  |  |  |                   |  |
| …                      |   | …                      |                      |  |  |       |  |  |                  |  |  |                   |  |
|                        |   | …                      | …                    |  |  |       |  |  |                  |  |  |                   |  |
|                        |   | …                      | …                    |  |  |       |  |  |                  |  |  |                   |  |
|                        |   | …                      | …                    |  |  |       |  |  |                  |  |  |                   |  |
|                        |   | …                      |                      |  |  |       |  |  |                  |  |  |                   |  |